# CZ 75
ČZ 75 («ЧеЗет-75») — самозарядный пистолет, разработанный в Чехословакии в 1975 году. Получил широкое распространение во всём мире. В самой Чехии он остаётся, в основном, на вооружении полиции (армия использует CZ 82).

## История
Пистолет CZ 75 разработан братьями Йозефом и Франтишеком Коуцки в городе Угерски-Брод. Конструкция изначально проектировалась для производства на экспорт и позиционировалась как современная замена «тяжёлым» полицейским и армейским пистолетам под патрон 9×19 Parabellum (например, таким, как Browning Hi-Power). Пистолет был разработан на конструктивной основе модели «[[Браунинг» образца 1935 года. Позднее пистолет был адаптирован для стрельбы более мощными патронами .40 S&W и 9 × 21 мм IMI.
Впервые пистолет был представлен широкой публике на выставке в Мадриде в 1976 году, где получил большое количество положительных отзывов. В 1977 году было начато серийное производство компанией Česká zbrojovka Uherský Brod. В самой Чехословакии и странах Варшавского договора пистолет на вооружение не поступил, так как использовал не стоящий на вооружении патрон, но использовался спецслужбами ОВД, так как по боевым и эксплуатационным качествам превосходил пистолеты под штатные патроны ПМ и ТТ. Пистолет CZ 75 поставлялся в западные страны, Турцию, Ирак и Иран.
По результатам эксплуатации в начале 1980-х годов пистолет был модернизирован, в середине 1980-х годов была разработана следующая модификация.
С 1990-х пистолет стали экспортировать в Западную Европу и США. В начале 1990-х годов модель CZ 75 заменили пистолетом CZ 75B, оснащённым автоматическим предохранителем ударника.
До конца декабря 2007 года было выпущено 1 млн пистолетов CZ-75 и их модификаций.
Лицензия на производство пистолета была продана итальянской Fratelli Tanfoglio S.N.C. и швейцарской ITM. Позднее пистолет начали производить в Израиле, США и Турции. Конструкция CZ 75 послужила основой для множества моделей пистолетов, выпускающихся во многих странах мира.

## Конструкция
Автоматика работает по браунинговской  схеме использования отдачи при коротком ходе ствола. Запирание осуществляется при помощи снижающейся казённой части ствола. Два боевых выступа, находящихся на внешней верхней стороне ствола перед патронником, входят в соответствующие пазы, выполненные во внутренней поверхности затвора-кожуха. Снижение происходит при взаимодействии фигурного паза нижнего прилива казённой части ствола с осью затворной задержки. Затвор-кожух движется по внутренним направляющим рамы. Ударно-спусковой механизм, куркового типа, двойного действия, с предохранительным взводом курка. Отличительной особенностью является то, что УСМ собран в отдельный блок (также как на ТТ-33), что значительно облегчает уход за оружием. Модель CZ 75 B снабжена автоматическим предохранителем ударника, который блокирует ударник пока ход спускового крючка не будет полностью пройден при нажатии. Усилие спуска в режиме самовзвода — 5,5 кг, с предварительно взведённым курком — от 2 до 2,9 кг. Ударник инерционного типа. Открыто расположенный выбрасыватель служит также указателем наличия патрона в патроннике.
Пистолет снабжён флажковым предохранителем, блокирующим при включении шептало и затвор-кожух. Рычаг предохранителя находится над рукояткой, с левой стороны рамы. На левой стороне также размещаются рычаг затворной задержки и защёлка магазина, расположенная в основании спусковой скобы. Прицельные приспособления состоят из нерегулируемой мушки и целика, закреплённого в пазе типа «ласточкин хвост» с возможностью внесения боковых поправок. Оружие имеет высокую точность стрельбы за счёт практически безлюфтового движения затвора-кожуха, так как здесь используется конструкция Шарля Петера — перемещение затвора-кожуха не по внешним, а по внутренним направляющим рамы. При этом направляющие пазы выполнены по всей длине рамы, что и делает движение стабильным. Магазин имеет двухрядное расположение патронов. Вместимость магазина оригинального CZ 75 составляет 15 патронов. Ёмкость магазина выпускающегося в настоящее время CZ 75 B составляет 16 патронов.

## Достоинства и недостатки
Большинство[сколько?] комментаторов характеризуют пистолет как удобный и надёжный. Большая дульная энергия в сочетании с длинной прицельной линией обеспечивают высокую точность стрельбы при высокой пробивной способности пули. Пистолет хорошо удерживается в руке и из него удобно стрелять навскидку. Хорошая балансировка и значительная масса обеспечивают приемлемую отдачу и облегчают управление оружием. Модификация CZ-85 имеет двухсторонние органы управления, позволяющие удобно стрелять как с правой, так и с левой руки. Отмечается очень высокое качество изготовления.
Для постоянного скрытого ношения CZ-75 имеет слишком большую массу и габариты (общий недостаток всех пистолетов такого класса при использовании в качестве оружия постоянного ношения). Кроме того, острая спица курка при ношении под одеждой может зацепляться при извлечении пистолета (впрочем, у ряда модификаций спица заменена круглой ребристой головкой). Мощная боевая пружина делает физически трудным плавное снятие курка с боевого взвода, а также затрудняют его взведение большим пальцем руки, удерживающей оружие. Сочетание мощной возвратной пружины с небольшой площадью насечки на затворе требуют приложения заметных усилий при взведении затвора. У некоторых комментаторов вызывает нарекание то, что магазин в рукоятке поджимается плоской пружиной и при нажатии кнопки фиксатора не выталкивается/выпадает, а требует извлечения рукой с приложением некоторого, пусть небольшого, усилия. Ударно-спусковой механизм CZ 75 отличается большим свободным ходом спускового крючка в режиме одинарного действия.

## Варианты и модификации
- CZ-75B

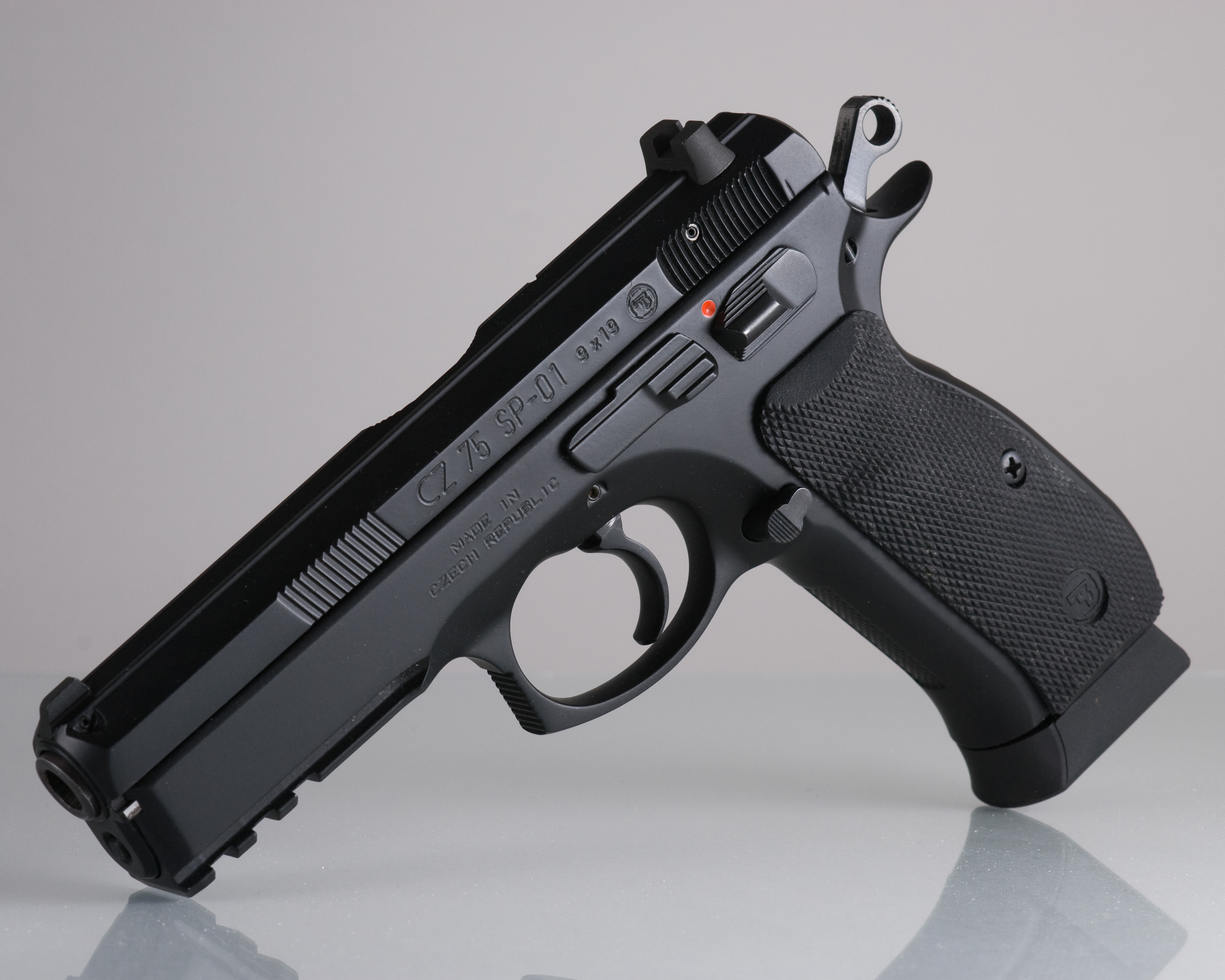
CZ 75 SP-01

- CZ-75BD — модификация с декокером (рычаг безопасного спуска курка с боевого взвода) вместо флажкового предохранителя
- CZ-85 — модификация CZ-75 на которой флажки предохранителя и рычажки затворной задержки расположены на обеих сторонах рамки, что облегчает ведение стрельбы как с правой, так и левой руки[7].
- CZ 75 Kadet — модификация под малокалиберный патрон .22 LR
- CZ 75 FA — модель 1992 года, полностью автоматический вариант с удлинённым до 150 мм стволом и возможностью стрельбы очередями
- CZ 75 P-01 — модификация 2001 года с рамкой из алюминиевого сплава
- CZ 75 SP-01 Tactical — модификация 2005 года с планкой «пикатинни»[8]
- CZ 75 Standard IPSC — модель для спортивно-тренировочной стрельбы по правилам IPSC
- Norinco NZ-75 — копия CZ-75 китайского производства (также производится копия CZ-85 под названием NZ-85)[9]
- Tanfoglio T95 — копия итальянского производства. Изготавливаются с упрочненными рамками для использования более мощных калибров. Имеется широкий модельный ряд от компактных моделей до кастомных модификаций. (Импотируются в США компанией EAA Corp. под обозначением "Witness")
- IMI Jericho 941 (Baby Desert Eagle) — копия израильского производства (На базе Tanfoglio T95). Импортировался в США компанией Magnum Research для увеличения продаж под названиями Baby Desert Eagle, Uzi Eagle, а также просто Desert Eagle, несмотря на то, что конструктивно Jericho 941 это CZ-75.
- BUL Cherokee – собственная разработка израильской частной оружейной компании BUL Armory на базе пистолета CZ-75. Пистолет выпускается в двух размерах: FullSize и Compact. Оба варианта имеют полимерные корпуса. Производятся как в Израиле, так и в США.

## Страны-эксплуатанты
- Гондурас
- Грузия — в августе 2008 года, CZ-75 имелись на вооружении грузинской армии[10]
- Египет — в 2013 году подписан контракт о закупке в Чехии 50 тыс. пистолетов  CZ 75 P-07 «Duty», в дальнейшем заказ был увеличен до 80 тыс. пистолетов. В феврале 2014 года первые пистолеты были получены подразделениями правоохранительных органов[11]
- Казахстан — является наградным оружием[12], находится на вооружении спецподразделений полиции (в 1998 году для МВД Казахстана было закуплено 75 шт. CZ-75B и 30 шт. CZ-75D, а также патроны, запасные магазины, кобуры и принадлежности к ним[13])
- Кыргызстан — является наградным оружием[14]
- КНДР — полученный методом обратной инженерии вариант CZ-75B под обозначением 9X19 Пэктусан Квончхон[15] состоит на вооружении и производится с начала 1990-х годов.
- Литва — на вооружении армии, полиции а также службы охраны государственной границы. (В вооружённых силах заменяется на HK SFP-9 SF, в полиции в большинстве случаев CZ 75 стоит на вооружении некоторых сотрудников, которые получили его ещё в 90-х годах, сейчас он почти полностью вытеснен Glock'ом 17)
- Польша — CZ-75 и CZ-85 на вооружении полиции[16]
- Россия — CZ-75BD на вооружении спецподразделений Министерства юстиции РФ (отделы специального назначения "Тайфун", "Сатурн" и др. ФСИН)[17]; в 2009 году CZ-75 принят на вооружение прокуратуры РФ в качестве оружия самозащиты для прокуроров и следователей[18], в августе 2011 года CZ-75BD внесён в перечень наградного оружия Российской Федерации[19]
- Словакия — ČZ-75, ČZ-75D «Compakt» и ČZ-75BD на вооружении спецподразделений полиции[20]
- Словения — на вооружении полиции
- Судан — на вооружении есть производимые MIC-Sudan копии ČZ-75 под обозначением 9mm Marra и вариант в калибре .32 ACP под названием Lado.
- США — на вооружении ряда полицейских департаментов и отряда специального назначения «Дельта»[21]
- Таиланд — на вооружении спецподразделений армии
- Турция — на вооружении полиции и ВМС Турции
- Украина — некоторое количество CZ-75B поступило на вооружение спецподразделения "Кобра" МВД Украины[22]
- Чехия — с 1996 года CZ-75 Police на вооружении сотрудников полиции, а CZ-75 FA — на вооружении спецподразделений армии и МВД Чешской республики[23]
- Чили — партия пистолетов CZ-75 закуплена для вооружённых сил Чили[24] (ими вооружены личный состав парашютно-десантного подразделения и офицеры полка аэродромной охраны ВВС Чили)[25]. Также производятся для нужд полиции Чили на фабрике FAMAE как FN-750.